# Fola
Le fole sono storie o favole che venivano raccontate durante le lunghissime serate d'inverno, davanti al camino acceso, dai contadini della Garfagnana.
Il termine è utilizzato anche, in alcuni dialetti, come sinonimo di "sciocchezza".
In ognuna di queste fole c'era una parte di verità ed un'altra di fantasia, oppure erano storie vere magari un po' romanzate che affascinavano. Di solito erano gli anziani che raccontavano la fola ma c'erano pure dei personaggi, nei paesini della Garfagnana, i quali sapevano raccontare benissimo queste storie e venivano comunemente chiamati "folatori".